# Аммонитяне

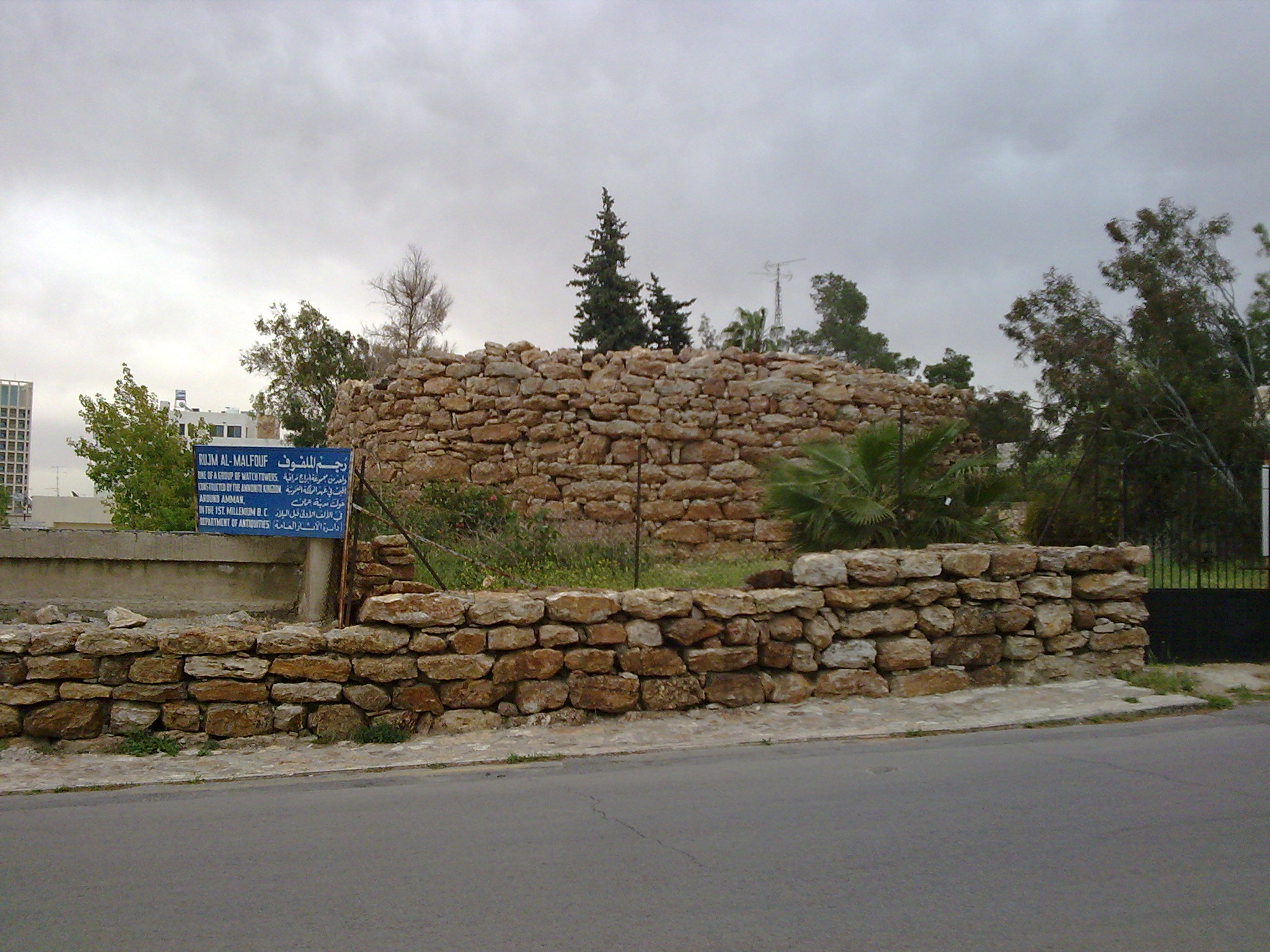
Предполагаемые руины сторожевой башни аммонитов в Аммане

Аммонитяне (ивр. עַמּוֹן‎, также аммониты) — семитский народ, живший в древности на восточном берегу Иордана до пределов Аравии (на территории современной Иордании). Их главным городом был Раббат-Аммон (ныне Амман), известный грекам и римлянам под именем Филадельфии. В Библии упоминается, что главным божеством аммонитян был Малк (Молох), которому приносились человеческие жертвы.
Согласно Библии, аммонитяне происходили от Аммона, сына Лота от его собственной дочери, вступившей в сожительство с опьянённым отцом (Быт. 19:30—38).

## История
Согласно Библии, аммонитяне истребили великанов замзумимов и взяли их страну, на восток от Иудеи (Втор.2:19-21), между реками Арноном и Иавоком, и поселились к востоку от Иордана и Мертвого моря до самой Аравии. Их столица Равва (Равва Амонитская), была расположена близ реки Иавока.
При завоевании Ханаана евреи, вышедшие из Египта, не сталкивались с аммонитянами, но раньше того ещё соседние амореи отняли у них часть их владений до реки Иавок, а евреи при Моисее, победив амореев, завладели и прежними аммонитскими городами, которые в числе других достались двум с половиной коленам. Это послужило причиной возникшей между аммонитянами и евреями вековой вражды и постоянных столкновений. В столкновениях с евреями аммонитяне всегда терпели поражение. Их побеждали последовательно Иефай (Суд. 11), Саул (1Цар. 11), Давид (2Цар. 10), Иосафат (2Пар. 20) и Иоафам (2Пар. 27:5). Побеждённые аммонитяне платили дань победителям, но окончательно не покорились и при удобных случаях прибегали к мести. Так, они помогали ассирийцам при разрушении Израильского царства (720 г. до н. э.) и халдеям при уничтожении Иудейского царства (598 г. до н. э.) (4Цар. 24:2); когда Гедалия стал собирать вокруг себя остатки разгромленного народа, Ваалис, царь аммонитян, подослал к нему убийц (Иер. 40:14) и после его убийства скрыл их у себя (Иер. 41:15). Далее, аммонитяне были в числе враждебных народов, противившихся реставрации Иерусалима (в 585 г. до н. э.) по возвращении евреев из Вавилона (Неем. 4:7) и сражались с евреями ещё во время Маккавеев (1Мак. 1:6). Имя аммонитян упоминается ещё во II веке н. э. неоднократно в Мишне и у Иустина Мученика в его Dialogus cum Tryphone ludaeo, 272; затем имя аммонитян исчезает из истории и уже Ориген (к Иов. 1) обозначает страну аммонитян общим именем Аравии.

## Язык
Аммонитяне говорили на аммонитском языке. При раскопках в Аммоне обнаружены разрушенные дома и гробницы с керамическими изделиями, похожими на древнеизраильские, каменные статуи, печати с вырезанными на них именами владельцев и несколько кратких надписей.

## Торговля
Через Аммон проходила главная дорога Заиорданья — Царский путь, по которому купцы везли свои товары из Дамаска к Акабскому заливу и обратно. Торговля была источником богатства аммонитских царей и проводником иноземных культурных и религиозных влияний.